# Calyptranthes pozasiana
Calyptranthes pozasiana es una especie de planta fanerógama perteneciente a la familia Myrtaceae. Es originaria de Cuba.

## Distribución
Se encuentra en la Provincia de Pinar del Río en la región de Río del Medio.

## Taxonomía
Calyptranthes pozasiana fue descrita por Ignatz Urban y publicado en Symbolae Antillanae seu Fundamenta Florae Indiae Occidentalis 9: 479. 1928.